# Övertalningsdefinition
Övertalningsdefinition, eller persuasiv definition, är ett definitionsförslag som har som har ett outtalat syfte att göra mottagaren positivt eller negativt inställd till något.
Debatter om definitioner av begrepp, som till exempel demokrati eller islamism, är svåra att förstå om man inte håller i minnet att de vilar på övertalningsdefinitioner.
Som metod innebär persuasiv definition att man omdefinierar ett ords kunskapsinnehåll utan att förändra dess känsloladdning, t. ex. "sann frihet är att lyda överheten".